# Donje Rataje
Donje Rataje (cyr. Доње Ратаје) – wieś w Serbii, w okręgu rasińskim, w gminie Aleksandrovac. W 2011 roku liczyła 824 mieszkańców.